# Галкина, Эльвира Абрамовна
Эльвира Абрамовна Галкина (род. 4 декабря 1965, Ловозеро, Мурманская область) — российская саамская поэтесса, исполнительница лув; член Союза саамских писателей Скандинавии, лауреат ежегодного саамского фестиваля песни «Sámi Grand Prix» (2002, Кёутукейну, Норвегия) и премии Культурного фонда Союза саамов (1996).

## Биография
Родилась 4 декабря 1965 года в селе Ловозеро в Мурманской области.
С 1973 по 1983 годы обучалась в средней школе села Ловозеро.
С 1983 по 1987 годы обучалась на кафедре этнокультурологии Института народов Севера Ленинградского педагогического института им. Герцена по окончании которого работала учителем в средней школе.
С 1995 года назначена заведующей фольклорным отделением и заместителем директора Саамского культурного центра села Ловозеро. Руководит самодеятельным коллективом «Сарна Самас».
Автор стихов на кильдинском диалекте саамского языка и музыки к ним. Автор нескольких книг, изданных в России, Финляндии и Норвегии на саамском и северосаамском языках.